# Кот-д’Ивуар на Паралимпийских играх
Кот-д’Ивуар на Паралимпийских играх впервые принял участие в 1996 году на летних Играх в Атланте, и с тех пор принимает участие на всех летних Играх. На зимних Играх делегация Кот-д’Ивуара не участвовала ни разу.
На настоящее время спортсмены Кот-д’Ивуара завоевали на всех Играх в сумме 5 медалей, из них 3 золотые.

## Медальный зачёт

### Медали летних Паралимпийских игр
| Игры                | Золото | Серебро | Бронза | Всего | Место |
| ------------------- | ------ | ------- | ------ | ----- | ----- |
| 1996 Атланта        | 2      | 0       | 0      | 2     | 42    |
| 2000 Сидней         | 1      | 0       | 1      | 2     | 48    |
| 2004 Афины          | 0      | 0       | 0      | 0     | —     |
| 2008 Пекин          | 0      | 0       | 0      | 0     | —     |
| 2012 Лондон         | 0      | 0       | 0      | 0     | —     |
| 2016 Рио-де-Жанейро | 0      | 1       | 0      | 1     | 69    |
| 2020 Токио          | 0      | 0       | 0      | 0     | —     |
| Итого               | 3      | 1       | 1      | 5     |       |